# Калонджи, Альбер
Альбер Калонджи (фр. Albert Kalonji; 6 июня 1929 — 20 апреля 2015) — конголезский государственный деятель, глава самопровозглашённого государства Южное Касаи в годы конголезского кризиса. Принадлежал к народности луба. Начинал свою карьеру как сподвижник Патриса Лумумбы. Провозгласил независимость Южного Касаи, стал её президентом, но затем принял титул мулопве (короля) Южного Касаи.
Умер 20 апреля 2015 года в возрасте 85 лет.